# Вимилль, Жан-Пьер

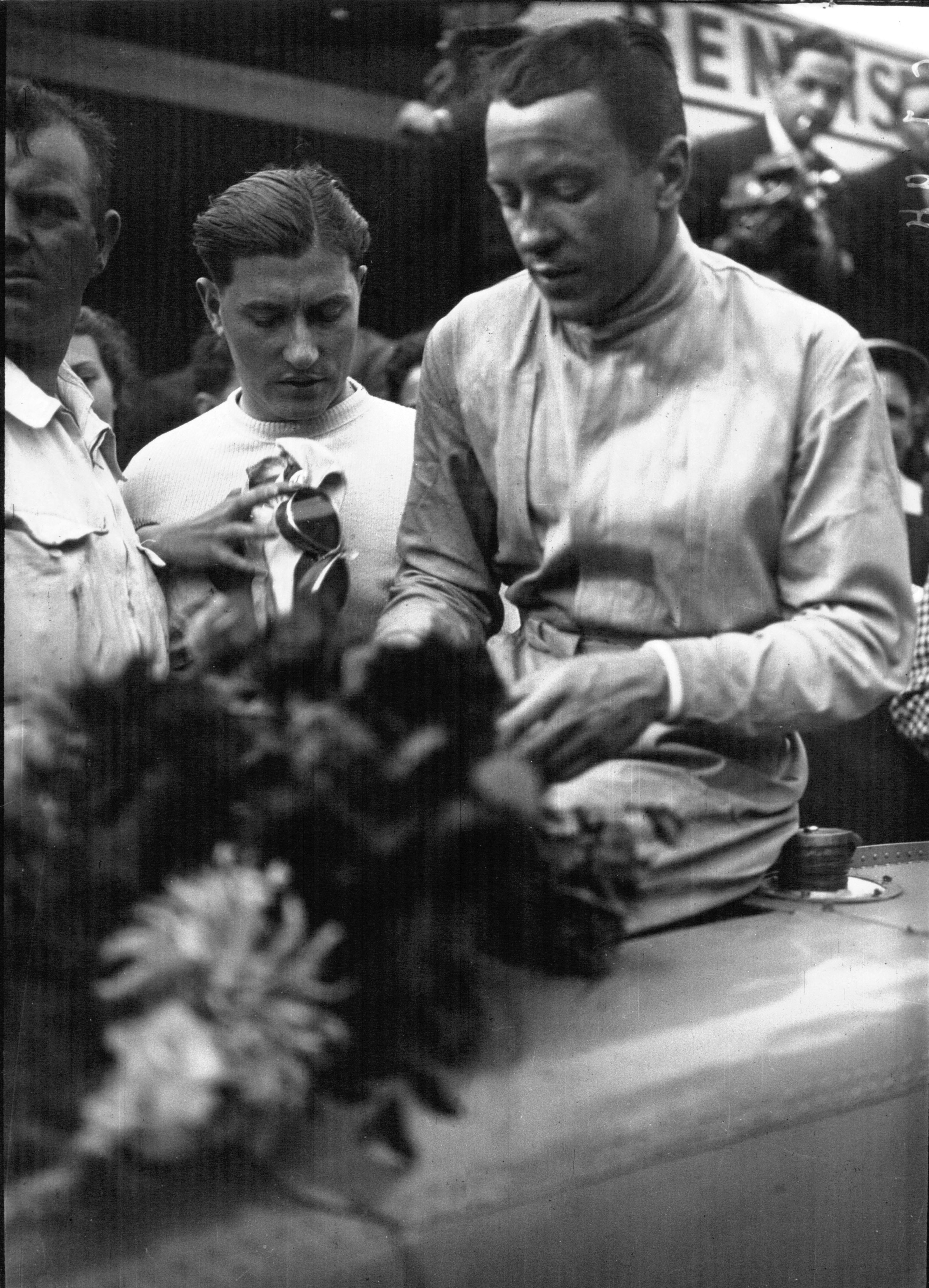
Жан-Пьер Вимилль после победы на Гран-при Довиля

Жан-Пьер Вими́лль (фр. Jean-Pierre Wimille; 26 февраля 1908 года, Париж — 28 января 1949 года, Буэнос-Айрес) — французский автогонщик, участник серий Гран-при. Участник Французского движения Сопротивления во Второй мировой войне.

## Биография
Жан-Пьер родился в Париже, Франция в семье, где отец увлекался автомобильным спортом и был по профессии корреспондент гоночных соревнований в газете «Petit Parisien». Поэтому увлечение Жан-Пьера Вимилля автоспортом пошло с раннего детства. В возрасте 22 лет он дебютировал в гонках серии Гран-при за рулём Bugatti 37A на Гран-при Франции в По.

### Карьера
В своей гоночной карьере за рулём Bugatti T51 в 1932 году выиграл турнир по хайклимбу «La Turbie», Гран-при Лотарингии и Гран-при Орана. В 1934 году от стал победителем Гран-при Алжира в Алжире за рулём Bugatti T59. И в январе 1936 года он пришёл вторым на Гран-при ЮАР, проходившей на трассе Принца Георгия в Ист-Лондоне, ЮАР. После этого он выиграл у себя дома Гран-при Франции.
Во Франции в течение нескольких лет он побеждал на Гран-при Довиля, гонке проходившей по улицам города. Вимилль победил тут на своём Bugatti T59. Гонку омрачила гибель двух гонщиков Раймонда Чамбоста и Марселя Лею. Из 16 автомобилей к финишу приехали только три.
В 1936 году, Вимилль отправился в Лонг-Айленд для участии в Кубке Вандербильта. Он был вторым, а победителем Тацио Нуволари. Он также принимал участие в 24 часа Ле-Мана, где победил два раза в 1937 и 1939 годах.

### Вторая мировая война
Когда наступила война и менее чем через год нацисты оккупировали Францию, Вимилль со своими друзьями-гонщиками Робером Бенуа и Уильямом Гровер-Уильямсом вступили в Управление специальных операций, являвшегося частью Движения Сопротивления во Франции. Из троих в живых остался только Вимилль.

### После войны
Жан-Пьер Вимилль женился на Кристине Фрессандж. От этого брака у него был один сын: Француа 1946 года рождения. В конце войны Вимилль стал первым пилотом в команде Alfa Romeo в 1946—1948 годах, выиграв несколько гонок Гран-при и свой второй Гран-при Франции. Жан-Пьер Вимилль погиб под колёсами Simca-Gordini во время тестового заезда на Гран-при Буэнос-Айреса 1949 года. Гонщик был похоронен на кладбище Пасси в Париже. Самый крупный мемориал, посвящённый ему находится в Порт-Дофине в конце Булонского леса в Париже.

## Значимые победы
1932:
- Гран-при Лотарингии
- Гран-при Орана

1934:
- Гран-при Алжира — Bugatti T59

1936:
- Гран-при Франции — Bugatti T57G
- Гран-при Марны — Bugatti T57G
- Гран-при Довиля — Bugatti T59
- Гран-при Комминжа — Bugatti T59/57

1937:
- Гран-при По — Bugatti T57G (The Tank)
- Grand Prix de Böne — Bugatti T57
- 24 часа Ле-Мана — Bugatti T57G (пилотировал попеременно с Робером Бенуа)
- Гран-при Марны — Bugatti T57

1939:
- Кубок Парижа
- Grand Prix du Centenaire Luxembourg — Bugatti T57S45
- 24 часа Ле-Мана — Bugatti T57C (пилотировал попеременно с Пьером Вейроном)

После Войны — 1945:
- Кубок заключённых — Bugatti гоночный автомобиль

1946:
- Кубок движения Сопротивления — Alfa Romeo 308
- Гран-при Руссильона — Alfa Romeo 308
- Гран-при Бургундии — Alfa Romeo 308
- Круг Наций, Женева (Первый этап) — Alfa Romeo 158

1947:
- Гран-при Швейцарии — Alfa Romeo 158
- Гран-при Бельгии — Alfa Romeo 158
- Кубок Парижа

1948:
- Гран-при Росарио — Simca-Gordini 15
- Гран-при Франции — Alfa Romeo 158
- Гран-при Италии — Alfa Romeo 158
- Гран-при Автодрома — Alfa Romeo 158/47
- Гран-при Сан-Паулу — Alfa Romeo 308

### Сводная статистика в чемпионате Европы
| В таблице перечислены результаты всех Гран-при, в которых принимал участие гонщик. Строками таблицы являются сезоны, столбцами — этапы чемпионата Европы. В каждой клетке указаны сокращённое название этапа и результат, дополнительно обозначенный цветом. Расшифровка обозначений и цветов представлена в нижеследующей таблице. |                                                                    |      |
| \| Пример \| Описание \| Очки \| \| ------------ \| ------------------------------------------------------------------ \| ---- \| \| 1 \| Победитель \| 1 \| \| 2 \| Второе место \| 2 \| \| 3 \| Третье место \| 3 \| \| 5 \| Прошёл более 75% дистанции \| 4 \| \| 8 \| Прошёл более 50%, но менее 75% дистанции \| 5 \| \| Сход \| Прошёл более 25%, но менее 50% дистанции \| 6 \| \| Сход \| Прошёл менее 25% дистанции \| 7 \| \| ДСК \| Дисквалифицирован \| 8 \| \| НС \| Участвовал в тренировках, но не стартовал в гонке \| 8 \| \| ОТК \| Отказ от участия \| 8 \| \| НТР \| Прибыл на соревнования, но на трассу не выезжал \| 8 \| \| НПР \| Был заявлен в числе участников, но не прибыл к началу соревнований \| 8 \| \| \| Не участвовал \| 8 \| \| Поул-позиция \| \| \| \| Быстрый круг \| \| \| |                                                                    |      |
| Пример | Описание                                                           | Очки |
| 1 | Победитель                                                         | 1    |
| 2 | Второе место                                                       | 2    |
| 3 | Третье место                                                       | 3    |
| 5 | Прошёл более 75% дистанции                                         | 4    |
| 8 | Прошёл более 50%, но менее 75% дистанции                           | 5    |
| Сход | Прошёл более 25%, но менее 50% дистанции                           | 6    |
| Сход | Прошёл менее 25% дистанции                                         | 7    |
| ДСК | Дисквалифицирован                                                  | 8    |
| НС | Участвовал в тренировках, но не стартовал в гонке                  | 8    |
| ОТК | Отказ от участия                                                   | 8    |
| НТР | Прибыл на соревнования, но на трассу не выезжал                    | 8    |
| НПР | Был заявлен в числе участников, но не прибыл к началу соревнований | 8    |
| | Не участвовал                                                      | 8    |
| Поул-позиция |                                                                    |      |
| Быстрый круг |                                                                    |      |

| Год  | Команда          | Марка      | 1        | 2        | 3        | 4        | 5     | EDC | Очков |
| ---- | ---------------- | ---------- | -------- | -------- | -------- | -------- | ----- | --- | ----- |
| 1931 | Usines Bugatti   | Bugatti    | ITA 4    | FRA Сход | BEL 7    |          |       | 9=  | 14    |
| 1932 | Частная компания | Alfa Romeo | ITA      | FRA Сход | GER      |          |       | 16= | 21    |
| 1935 | Bugatti          | Bugatti    | BEL Сход | GER      | SUI      | ITA Сход | ESP 4 | 16  | 33    |
| 1936 | Bugatti          | Bugatti    | MON 6    | GER Сход | SUI Сход | ITA      |       | 14= | 26    |
| 1938 | Bugatti          | Bugatti    | FRA Сход | GER      | SUI 7    | ITA Сход |       | 11  | 25    |